# Sergio Calderón
Sergio Calderón (Coatlán del Rio, 21 juli 1945 – Los Angeles, 31 mei 2023) was een Amerikaans acteur van Mexicaanse afkomst. Calderón speelde voornamelijk kleine rollen in films, in de jaren zeventig vooral in Spaanstalige films, later ook in Amerikaanse producties.
Calderón was de allereerste schurk waar The A-Team mee geconfronteerd werd, in de bekende pilot-aflevering van de serie. Later verscheen hij nog eens in een dubbelaflevering. Hij speelde ook een rolletje in een Pirates of the Caribbean-film.

## Filmografie
- The Bridge in the Jungle (1971) - Pedro
- Giù la testa (1971) - Rol onbekend (Niet op aftiteling)
- The Revengers (1972) - Rol onbekend
- Mecánica nacional (1972) - El Manchas
- Los Caciques (1975) - Rol onbekend
- A Home of Our Own (Televisiefilm, 1975) - Eerste man
- Las fuerzas vivas (1975) - Rol onbekend
- Canoa (1976) - Presidente municipal
- El apando (1976) - Rol onbekend
- La India (1976) - Rol onbekend
- Las Poquianchis (1976) - Rol onbekend
- La casta divina (1977) - Rol onbekend
- The Children of Sanchez (1978) - Alberto
- Anacrusa (1979) - Policía
- Players (1979) - Trucker
- The In-Laws (1979) - Alfonso
- High Risk (1981) - Hueso
- Las siete cusas (1981) - Rol onbekend
- La chèvre (1981) - Gevangene
- The A-Team Televisieserie - Malavida Valdez (Afl., Mexican Slayride: Part 1 & 2, 1983)
- Eréndira (1983) - De trucker
- Under the Volcano (1984) - Chief of Municipality
- The A-Team Televisieserie - El Cajon/The Coffin (Afl., The Bend in the River: Part 1 & 2, 1984)
- Oceans of Fire (Televisiefilm, 1986) - Oil Worker
- Buster (1988) - Fruitverkoper
- Law at Randado (Televisiefilm, 1989) - Rustler
- Blood Red (1989) - Perez, Tracker
- Old Gringo (1989) - Zacarias
- Border Shootout (1990) - Juaquin
- L'homme au masque d'or (1990) - Manager
- Pure Luck (1991) - Barkeeper nachtclub
- El patrullero (1991) - Pasajero Simon
- Nurses on the Line: The Crash of Flight 7 (Televisiefilm, 1993) - Rol onbekend
- Have You Seen My Son (Televisiefilm, 1996) - Temo
- Land's End Televisieserie - Visser (Afl., Pieces of 8 Is Enough, 1996)
- Men in Black (1997) - José
- El aroma del Copal (1997) - Efren
- Warden of Red Rock (Televisiefilm, 2001) - Toro
- Hard Ground (Televisiefilm, 2003) - Generaal Navarro
- The Missing (2003) - Emiliano
- Pirates of the Caribbean: At World's End (Computerspel, 2007) - Kapitein Eduardo Villanueva (Stem)
- Pirates of the Caribbean: At World's End (2007) - Kapitein Villanueva
- Madrid-Moscú (2007) - Rol onbekend
- The Ruins (2008) - Leider der Mayanen